# Masami Ihara
Masami Ihara (* 18. září 1967) je bývalý japonský fotbalista.

## Reprezentace
Masami Ihara odehrál 122 reprezentačních utkání. S japonskou reprezentací se zúčastnil Mistrovství světa 1998.

## Statistiky
| Japonsko | Japonsko | Japonsko |
| Roky     | Záp.     | Góly     |
| -------- | -------- | -------- |
| 1988     | 5        | 0        |
| 1989     | 11       | 0        |
| 1990     | 6        | 0        |
| 1991     | 2        | 0        |
| 1992     | 11       | 0        |
| 1993     | 15       | 2        |
| 1994     | 9        | 1        |
| 1995     | 16       | 1        |
| 1996     | 13       | 0        |
| 1997     | 21       | 1        |
| 1998     | 10       | 0        |
| 1999     | 3        | 0        |
| Celkem   | 122      | 5        |